# Ilijan Mizanski
Ilijan Emilow Mizanski (meistens Ilijan Emilov Micanski geschrieben, bulgarisch Илиян Емилов Мицански; * 20. Dezember 1985 in Sandanski, Bulgarien) ist ein ehemaliger bulgarischer Fußballspieler.

## Karriere

### Vereine

#### Zagłębie Lubin
Mizanski stand für zwei Jahre bei Zagłębie Lubin in der polnischen Ekstraklasa unter Vertrag. Von seinen dortigen Teamkollegen erhielt er den Spitznamen Lubin Maradona, weil er bei Lubin in 59 Spielen 40 Tore erzielte.

#### 1. FC Kaiserslautern
Im Sommer 2010 wechselte er zum 1. FC Kaiserslautern. Sein erstes Tor in einem Pflichtspiel für die Pfälzer war der 1:3-Treffer am 13. November 2010 in der 58. Spielminute beim Heimspiel gegen Stuttgart (Endstand 3:3). Ansonsten konnte sich Mizanski in seiner ersten Saison beim FCK trotz einiger Tore in der Vorbereitung keinen Stammplatz erkämpfen und wurde öfter in der 2. Mannschaft eingesetzt.
Im August 2010 wurde sein Treffer zum 1:0-Sieg des 1. FC Kaiserslautern im Testspiel gegen den FC Liverpool in der ARD-Sportschau zum Tor des Monats Juli gewählt.

##### Auf Leihbasis beim FSV Frankfurt
In der Winterpause 2011/12 verlieh der 1. FC Kaiserslautern Mizanski bis Saisonende an den FSV Frankfurt. Der Vertrag beinhaltete keine Kaufoption. Am 3. Februar 2012 gab er im Auswärtsspiel gegen den MSV Duisburg sein Debüt für die Bornheimer. In diesem Spiel erzielte er beide Tore zum 2:1-Auswärtssieg. Mit neun Toren und fünf Vorlagen in 15 Spielen hatte er maßgeblichen Anteil am Klassenerhalt des FSV.

##### Auf Leihbasis beim FC Ingolstadt 04
Ende Januar 2013 verlieh der 1. FC Kaiserslautern Mizanski abermals bis zum Saisonende. Er wechselte zum Ligakonkurrenten FC Ingolstadt 04, für den er sieben Spiele bestritt und ein Tor erzielte.

#### Karlsruher SC
Zur Saison 2013/14 wechselte Mizanski zum Zweitliga-Aufsteiger Karlsruher SC, bei dem er einen Dreijahresvertrag unterschrieb. Am 8. August 2014 gelang ihm gegen den FSV Frankfurt sein erster Hattrick im deutschen Profifußball.

#### Suwon Samsung Bluewings
Nachdem Karlsruhe mit Pascal Köpke, Erwin Hoffer und Wadim Manson zur Saison 2015/16 drei neue Stürmer verpflichtet hatte, wurde der ursprünglich bis zum 30. Juni 2016 datierte Vertrag mit Mizanski einvernehmlich aufgelöst. Er schloss sich daraufhin dem koreanischen Verein Suwon Samsung Bluewings an.

#### Ausklang
In den letzten aktiven Jahren spielte er wieder in Osteuropa: für Lewski und Slavia Sofia sowie für Korona Kielce.

### Nationalmannschaft
Am 11. August 2010 spielte Mizanski erstmals für die bulgarische Nationalmannschaft im Freundschaftsspiel gegen Russland. Das Spiel in Sankt Petersburg wurde 1:0 verloren. Sein zweites Pflichtspiel bestritt er am 26. Mai 2012 gegen die Nationalmannschaft der Niederlande. In der 60. Minute wurde Mizanski für Waleri Boschinow eingewechselt und erzielte in der Nachspielzeit der Partie den 2:1-Siegtreffer und sein erstes Länderspieltor. Bis 2015 spielte er 17 mal und erzielte 5 Tore.

## Erfolge
- Torschützenkönig der 2. bulgarischen Liga (Pirin Blagoewgrad – 21 Tore) 2004/05
- Torschützenkönig der 2. polnischen Liga (Zagłębie Lubin – 26 Tore) 2008/09

## Auszeichnungen
- Torschütze des Monats Juli 2010[10]